# Reașkî, Prîlukî
Reașkî (în ucraineană Ряшки) este localitatea de reședință a comunei Reașkî din raionul Prîlukî, regiunea Cernihiv, Ucraina.

## Demografie
Componența lingvistică a localității Reașkî
     Ucraineană (98,05%)
     Rusă (1,7%)
     Alte limbi (0,12%)
Conform recensământului din 2001, majoritatea populației localității Reașkî era vorbitoare de ucraineană (98,05%), existând în minoritate și vorbitori de rusă (1,7%).